# Walter Ledgard
Walter Ledgard Jiménez (Lima, 25 de octubre de 1915-Lima, 10 de mayo de 1999) fue un destacado nadador peruano.

## Biografía
Walter Ledgard, conocido como el Brujo, fue el segundo de seis hermanos, hijo de Carlos Ledgard Neuhaus quien fue presidente del Banco Alemán, cónsul honorario de Alemania en Lima, y posteriormente embajador del Perú en Argentina, y de María Jiménez. Casado tuvo 2 hijos (Táter y María Luz).
Walter, en su juventud combinaba sus cualidades de artista con la de deportista, amante de la poesía, del teatro, del tango y de la noche. En la piscina El Pellejo, donde debutó a los quince años, y que lo inspiró con la letra de un tango que él mismo cantaba, se ganó el apodo de El Brujo, allí se hizo fuerte a punta de constancia.
En 1936, cuando se encontraba estudiando medicina en Alemania recibió un telegrama del Comité Olímpico Peruano para que integre la delegación peruana para competir en los Juegos Olímpicos de Berlín, pero el problema del equipo peruano de fútbol en la Olimpiada le impidió continuar en las eliminatorias de los 400 metros libre. Fue campeón sudamericano de los 100 y 200 metros libre en 1938 y de los 200 al año siguiente. 
En 1954, Walter funda la primera Academia de Natación en Latinoamérica, en el jirón Nicolás de Rivera, en el distrito de San Isidro, donde por cuarenta y cinco años se dedicó a enseñar a miles de jóvenes, a entrenar a sus discípulos como Choco de Vivanco, Raúl Modenesi, Eduardo Villarán, Alberto Urquiaga, Aída Balbuena y a su hijo Tater. 
En 1986, recibió los Laureles Deportivos en el Grado de Gran Cruz.
En 1995, ganó su última medalla de oro en el campeonato sudamericano de master realizado en Mar del Plata.
Falleció el 10 de mayo de 1999, siendo velado en el centro de su piscina, con los trofeos y medallas que ganó en vida. Sus restos fueron incinerados tal como él lo había deseado, en un sepelio impresionante.
- Datos: Q7965432